# Megachile donata
Megachile donata är en biart som beskrevs av Mitchell 1930. Megachile donata ingår i släktet tapetserarbin, och familjen buksamlarbin. Inga underarter finns listade i Catalogue of Life.